# Thuốc gốc
Thuốc generic (generic drug) là thuốc tương đương sinh học với biệt dược gốc về các tính chất dược động học và dược lực học, được sản xuất khi quyền sở hữu công nghiệp của biệt dược đã hết hạn, nhờ đó thường được bán với giá rẻ.

## Ý nghĩa của từ
Từ "gốc" có nghĩa là có gốc cùng hoạt chất. Nói cách khác, thuốc gốc là (thuốc có cùng gốc), tức là sử dụng cùng một loại hoạt chất. Như ví dụ dưới đây, diazepam là hoạt chất và các biệt dược Valium, Seduxen, Diazepin có cùng gốc là diazepam. Lưu ý là hoạt chất là danh từ chung, chỉ tên của 1 chất hóa học (hoặc phân tử sinh học) nên không viết hoa, tên biệt dược là tên riêng thì viết hoa.
Tên thuốc gốc có thể là tên khoa học, danh pháp quốc tế INN, International Nonproprietary Name hoặc danh pháp theo quy định của các nước (USAN của Hoa Kỳ, BAN của Anh...) của dược chất hay hoạt chất chứa trong công thức tạo nên dược phẩm. Một số công ty cũng đặt tên biệt dược cho thuốc gốc. Ví dụ, Valium là tên biệt dược đầu tiên cho diazepam (thuốc an thần) của hãng Roche. Hiện nay thuốc này đã hết hạn độc quyền và được sản xuất với tên thuốc gốc là diazepam hoặc tên biệt dược khác như: Seduxen (Hungaria), Diazepin (Bulgaria), Relanium (Ba Lan), Rival (Mỹ), Eurosan (Thụy Sĩ), Diazefam (Việt Nam) v.v...
Từ biệt dược (brand name, trong tiếng Anh) có nghĩa là tên thương mại. Tuy nhiên trong điều trị vai trò của biệt dược đầu tiên rất quan trọng vì tất cả các dữ liệu về hiệu quả và an toàn sử dụng trên người, nghiên cứu trên động vật,đều từ biệt dược đầu tiên. Thuốc biệt dược đầu tiên này được gọi là thuốc biệt dược gốc.
Thuốc gốc giống với biệt dược gốc về liều lượng của hoạt chất, độ an toàn, nồng độ, tác dụng, cách dùng và chỉ định.
Thuốc gốc có thể được sản xuất hợp pháp khi bằng sáng chế đa công ty thuốc gốc xác nhận bằng phát minh của công ty biệt dược có hợp pháp, không có giá trị cưỡng chế hoặc không bị xâm phạm, thuốc không được giữ bằng sáng chế, ở những nước bằng sáng chế không có hiệu lực.
Thời gian bảo hộ bằng sáng chế khác nhau ở mỗi nước và khác nhau cho từng loại thuốc. Thường cũng không thể làm lại bằng sáng chế sau khi nó hết hạn. Một số thầy thuốc và bệnh nhân do dự khi dùng thuốc gốc vì lo ngại chất lượng của chúng. Tuy nhiên, trong hầu hết trường hợp khác biệt giữa biệt dược và thuốc gốc chỉ là giá cả và tên gọi.

## Việt Nam
Từ năm 2013, Bộ y tế Việt Nam đã lần lượt công bố danh sách các thuốc biệt dược gốc. Đợt 1 công bố 96 thuốc và gần đây nhất là đợt thứ 8, với 78 thuốc (614/QĐ-BYT ngày 10/3/2014).

## Hoa Kỳ
```
Cơ quan quản lý thực phẩm và dược phẩm (FDA) chịu trách nhiệm bảo đảm thuốc gốc có tính hiệu quả và an toàn. Nhà sản xuất thuốc gốc cần chứng minh công thức của họ thể hiện tương đương sinh học so với sản phẩm tên biệt dược.
```